# Noferkamin
Noferkamin az ókori egyiptomi VIII. dinasztia egyik uralkodója lehetett, az első átmeneti kor idején. 

## Említései
Uralkodói neve, a Szenoferka szerepel a XIX. dinasztia idején összeállított abüdoszi királylista 47. helyén; lehetséges, hogy itt az sz jel (a Gardiner-lista O34 jele) valójában helytelenül szerepel az R22 jel (a Min isten nevét jelentő hieroglifa) helyett. Nevének helyes, Noferkamin írásmódja – Nikaré nevéével együtt – egy ma a British Museumban lévő aranyplaketten szerepel, ezzel kapcsolatban  azonban már felmerült, hogy hamisítvány.

## Fordítás
- Ez a szócikk részben vagy egészben  a   Neferkamin című angol Wikipédia-szócikk ezen változatának fordításán alapul.  Az eredeti cikk szerkesztőit annak laptörténete sorolja fel. Ez a jelzés csupán a megfogalmazás eredetét és a szerzői jogokat jelzi, nem szolgál a cikkben szereplő információk forrásmegjelöléseként.